# Auguste Schneegans
Auguste Schneegans (Estrasburg, 8 de febrer de 1835 - Gènova, 2 de març de 1898) fou un periodista i polític alsacià, diputat als parlaments francès i alemany.

## Biografia
Es llicencià en lletres a la Universitat d'Estrasburg el 1856. Durant el Segon Imperi Francès exercí com a periodista al Courrier du Bas-Rhin (1863) i secretari de la Comissió del Danubi. En 1870 fou escollit regidor de l'ajuntament d'Estrasburg i adjunt a l'alcalde.
El 28 de gener de 1871 fou elegit diputat a l'Assemblea Nacional Francesa pel Baix Rin, va dimitir en protesta per la cessió d'Alsàcia-Lorena als alemanys i es va establir a Bordeus. L'agost de 1873, però, va tornar a Alsàcia i fou nomenat redactor en cap de l'Elsäßer Journal, des del qual va fer campanyes a favor d'un estatut autònom per a Alsàcia-Lorena. El 5 d'abril de 1875 fou un dels creadors del Partit Autonomista Alsacià (die Autonomistische Partei), amb el que fou elegit diputat al Reichtag per Alsàcia en 1877. El 1880 deixà l'escó i fou nomenat cònsol a Messina i el 1887 a Gènova, on va morir en 1898. El seu fill Heinrich Schneegans fou professor de filologia romànica a Würzburg.

## Obres
- La guerre en Alsace (1871)
- Aus dem Elsass (1875)
- Aus fernen Landen (1886)
- Sizilien. Bilder aus Natur, Geschichte und Leben (1887)